# Lissonota pristina
Lissonota pristina là một loài tò vò trong họ Ichneumonidae.